# Erysimum horizontale
Erysimum horizontale är en korsblommig växtart som beskrevs av Paléologos C. Candargy. Erysimum horizontale ingår i släktet kårlar, och familjen korsblommiga växter. Inga underarter finns listade i Catalogue of Life.